# Homs (província)
Homs (em árabe: مُحافظة حمص) é uma das 14 províncias (muhafazat) da Síria. Está situada na porção central do país, e sua área não está completamente estabelecida. Os dados variam de 42.223 km² a 42.226 km², o que o torna a maior província da Síria. Possui uma população de 1.647.000 habitantes (estimativa de 2007). A capital é Homs.

## Distritos
- Al-Mukharram
- Al-Qusayr
- Arrastã
- Homs
- Palmira
- Talkalakh